# Bétera
Bétera es un municipio de la Comunidad Valenciana (España) perteneciente a la provincia de Valencia, situado al este de la comarca del Campo de Turia, siendo su municipio más poblado, con una población de 27 584 habitantes (INE 2024). Pertenece a la segunda corona metropolitana de Valencia y es la cabecera de servicios de la subcomarca del Alto Carraixet, que la engloba junto a Náquera, Serra, Olocau, Marines y Gátova. Actualmente, Bétera está hermandada, desde marzo de 2001, con el municipio italiano de Pont-Saint-Martin.

## Escudo
El escudo oficial de Bétera, cuartelado en cruz, tiene el siguiente blasonamiento:
Cuartel superior izquierdo: Las barras de Aragón, en alusión a la conquista y fundación del Reino de Valencia por el rey Jaime I.
Cuartel superior derecho: Emblema de los primeros señores de Bétera, los Boïl. Este está formado por dos torres de plata sobre fondo rojo heráldico y dos toros de oro sobre azul. Las torres representan las conquistas de Pedro de Aznares en el castillo de Boïl, en las montañas de Huesca, mientras que los toros recuerdan la divisa que los Boïl tomaron a raíz de la conquista de Teruel, en la que los musulmanes utilizaron esos animales para tratar de ganar a los cristianos.
Cuartel inferior izquierdo: En la parte superior, dos troncos arrancados (cepas), de color natural sobre fondo de oro, que muestran las raíces y tres peras, sobre fondo azul, símbolos de los Rabassa de Perellós. en la parte inferior se encuentra, con colores reales, el castillo de Bétera.
Cuartel inferior derecho: Tres pechinas de peregrino doradas sobre fondo azul, del escudo de armas de los Dasí.
Entre los dos cuarteles inferiores hay una albahaca, la planta típica de Bétera. Encima de los cuarteles superiores está la corona real aragonesa.
En recuerdo de la donación al comandante de Alcañiz, de la Orden de Calatrava, de los castillos y alquerías de Bétera y Bofilla, el escudo se encuentra superpuesto encima de la Cruz de Calatrava.

## Geografía
Bétera está situada en la vertiente sur de la Sierra Calderona, a 15 km de Valencia y a 23 km del mar Mediterráneo, en la zona limítrofe con la huerta valenciana. Tiene una superficie con ligeras ondulaciones, alcanzando los 156 metros en su punto más alto, destacando el barranco de Carraixet que lo atraviesa de noroeste a sureste.
Su situación geográfica entre el mar y la sierra le proporciona un microclima, que es el más suave de la comarca, siendo los vientos dominantes el de Levante y el de Poniente. Las lluvias aparecen principalmente en otoño y primavera.

### Localidades limítrofes
El término municipal de Bétera limita con las siguientes localidades: Godella, Moncada, Náquera, Paterna, Puebla de Vallbona, Serra, Valencia y San Antonio de Benagéber, todas ellas de la provincia de Valencia.

## Historia

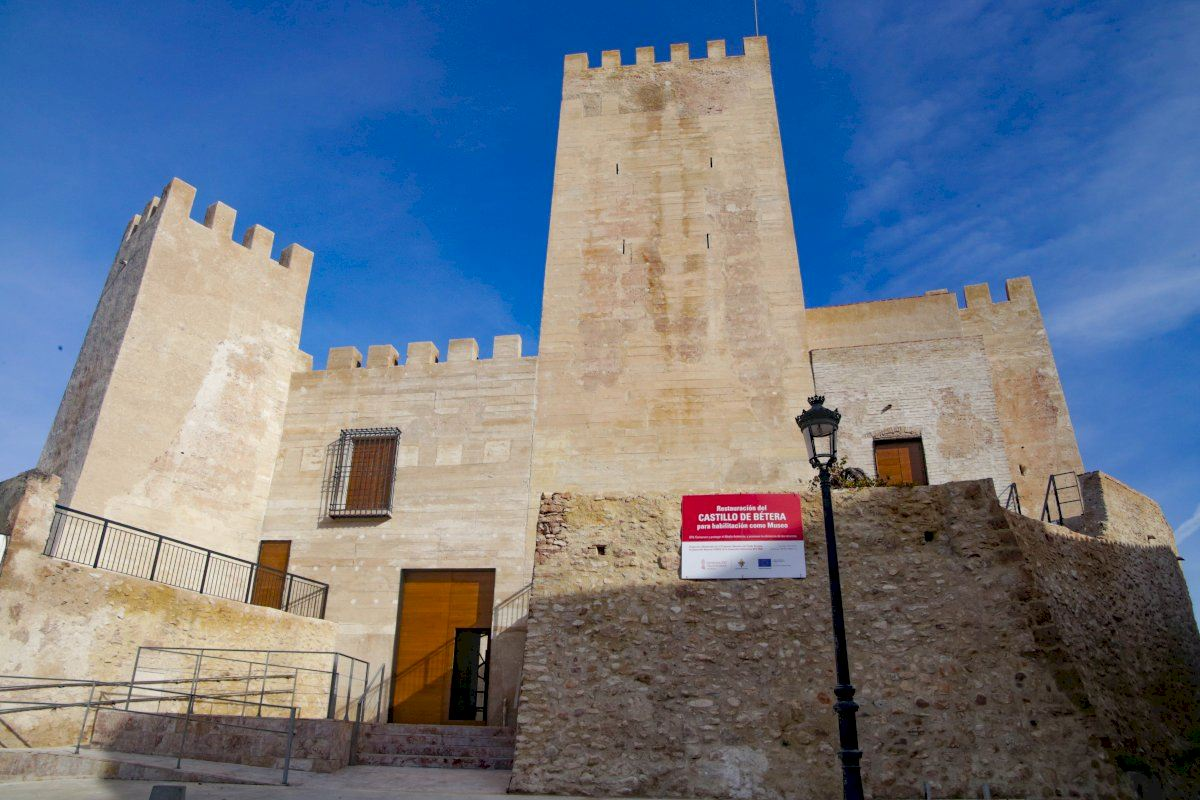
Castillo de Bétera en 2022

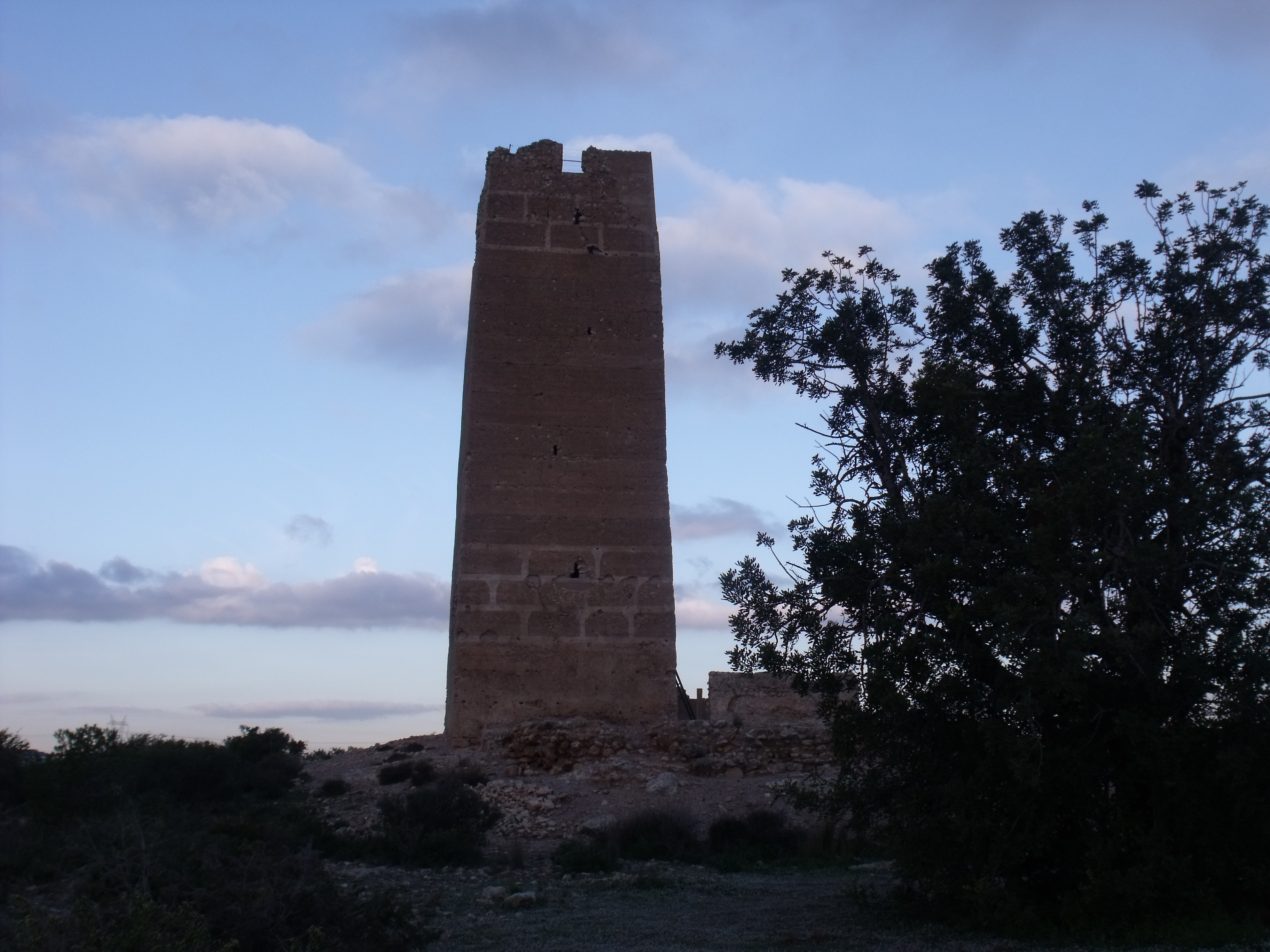
Torre de Bofilla.

Bétera es un pueblo con una larga historia, como prueban los tres grandes yacimientos arqueológicos que tiene. Los primeros habitantes de Bétera se remontan al siglo VI a. C., los iberos. Han dejado abundantes restos arqueológicos bien conservados, de los que destaca la muralla con las calles y casas que había en su interior. Dentro de las casas se han encontrado muchos materiales que nos hablan de su vida cotidiana.
Recientemente se ha encontrado un yacimiento romano, concretamente una villa romana, en la zona de la huerta, caracterizada por la abundancia de agua, aún se puede observar una acequia de la época. De esta villa (llamada Villa romana de l'Horta Vella) lo más significativo son las instalaciones destinadas a tomar el baño en diferentes estancias y a temperatura variable: la natatio o piscina de más de 60 m², el frigidarium o baño frío, el tepidarium o baño templado y el caldarium o baño caliente. Esta villa romana a mediados del siglo V fue reconvertida por los visigodos en una granja, donde las termas las reconvierten en una almazara. En todo el yacimiento se ha encontrado abundante material cerámico de las dos épocas de ocupación.
También cuenta con numerosísimos restos árabes como la torre Bofilla, aún en pie y actualmente restaurada, y perteneciente a la antigua alquería del mismo nombre que, según han demostrado las excavaciones realizadas en esta necrópolis islámica, nació en el siglo XI y en 1358 la Orden de Calatrava decidió trasladar a Bétera la escasa población de Bofilla debido a la expulsión de los mudéjares y a la peste negra.
La historia de Bétera no se detiene con la expulsión de los moriscos de la Monarquía Hispánica como ocurrió con la vecina Bofilla. En la Guerra de Sucesión se puso de lado de los maulets, partidarios del Archiduque Carlos, hasta que el Conde de Torres-Torres invadió la población, y desde finales del siglo XVIII siguió el camino de muchas otras localidades valencianas. Repartidos por el municipio podemos observar paneles de cerámica de estas fechas. En el siglo XIX el antiguo Reino de Valencia continuaba estando poblado por una sociedad fundamentalmente agraria, y con predominancia de los señoríos laicos. Por esto, y dado que Bétera se encuentra rodeada de huerta, se construyeron grandes masías señoriales. Existen un grandísimo número de masías repartidas tanto en el casco urbano como en los alrededores, y constituyen la muestra más evidente del pasado reciente del municipio, así como su mayor legado arquitectónico.
En el siglo XX Bétera sufrió también la crisis económica después de la Primera Guerra Mundial, y en los años 30 la CNT (Confederación Nacional del Trabajo), de orientación anarco-sindicalista, adquirió gran poder (hoy en día aún se conserva su edificio sede, la Penya). En 1933 tuvo lugar una insurrección anarquista sofocada por la Guardia Civil, y durante la guerra civil española permaneció leal a la República hasta el final. A partir de los años 1960 adquirió las características que tiene mayormente hoy en día. Durante la última década del siglo XX y la primera del XXI Bétera se ha visto sometida a dos fenómenos generalizados en los municipios españoles: el fuerte crecimiento urbanístico, tanto del casco urbano como de los demás núcleos de población del término municipal, y la inmigración.

## Demografía
Bétera cuenta con una población de 27 584 habitantes (INE 2024).

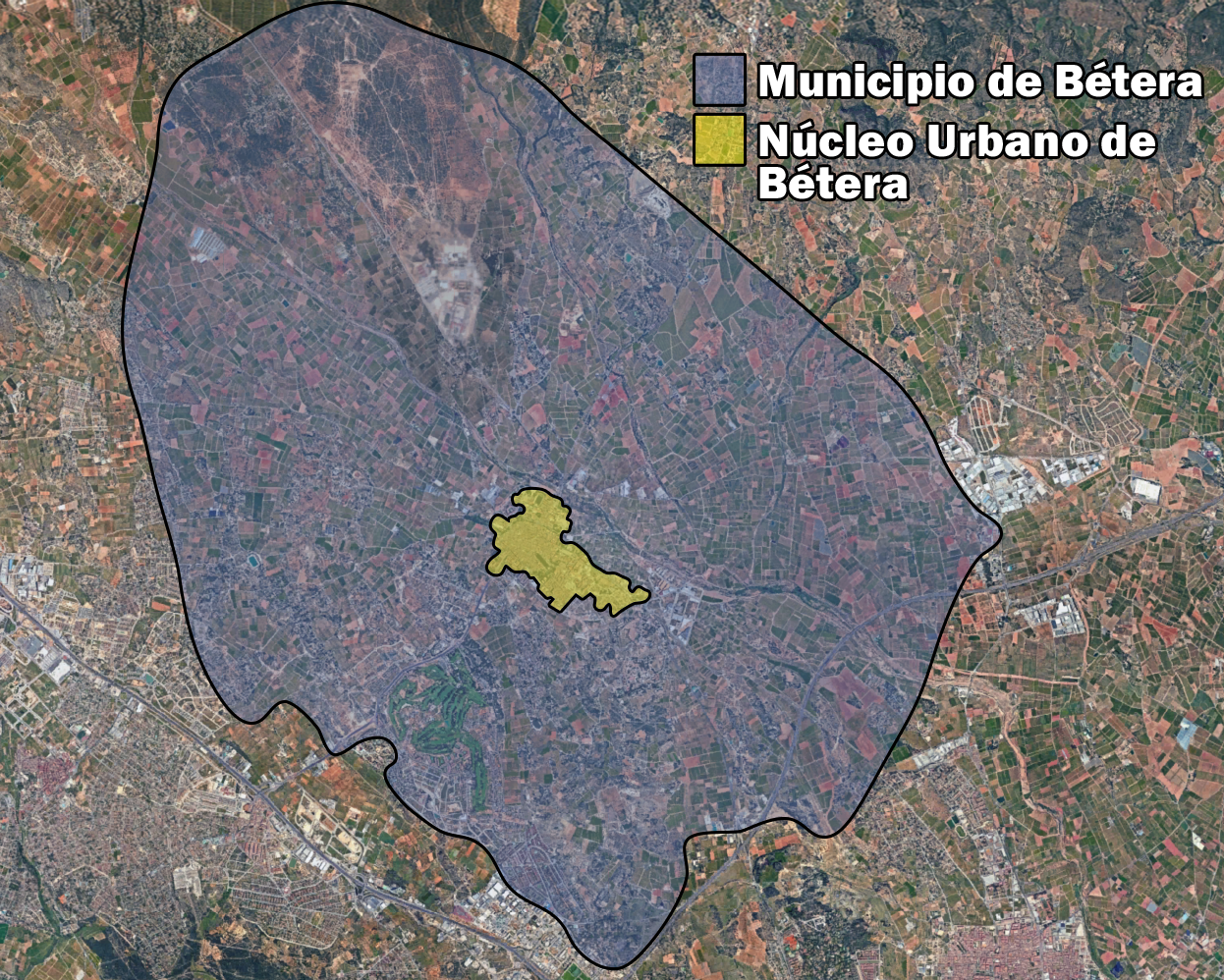
Diferencia entre el Municipio de Bétera (azul) y el Núcleo Urbano de Bétera (amarillo).

| Gráfica de evolución demográfica de Bétera entre 1842 y 2021                                                        |
| |
| Población de derecho según los censos de población del INE Población de hecho según los censos de población del INE |

### Entidades de Bétera
En el término municipal de Bétera se encuentra dividido en 7 entidades singulares con varias urbanizaciones y núcleos:
- Bétera: Núcleo urbano de Bétera.
- El Baró: Vall de Flors, El Ciscar (Masies), Sant Isidre, y Lloma del Calderer. También contiene el Polígono I-3 de l'Horta Vella.
- La Mallà: Bonsol, Brucar, La Masia, Les Almudes (Les Llomes), els Pinars, y Poblado Militar. Además consta de la Base Militar Jaime I, sede del Cuartel General de Alta Disponibilidad de la OTAN.
- Mallaetes: Camí de la Pobla, Clotxa del Sec I y II, Clotxa del Sec Sud (Montealba), La Conarda, Diseminados junto a la Vereda, Lloma del Mas, Montesano, Periquillo, y R-6.
- Mas Camarena: Sectores A-J, Jardines de Camarena I-III, Villas de Camarena I-III, Esmeralda I-VII, Camarena plaza I-III, Altos de Camarena, Las Acacias, Montebello, Villa Adriana, La Arboleda, y Las Fuentes.
- Mas d'Arnal: Pla de les Andanes y Sant Ramon.
- Providència: Baso Nord, Est y Oest, Plaza Tossal de Camarena, Camí de Paterna, Cumbres de San Antonio, Junquera Nord y Sud, Mas d'Elies, Torre en Conill, Tossal de Camarena, Providència, Virgen de la Estrella, R-7, y R-8 y R-9.

Las zonas sur y este del municipio están creciendo en los últimos años a gran velocidad, y hay planeadas diversas urbanizaciones (muchas ya en construcción), especialmente las contiguas al casco urbano.

## Economía
La superficie cultivada es del 78 % de su término, siendo mayoritariamente de regadío y dedicada al cultivo de naranjos. En cuanto al secano todavía se conserva parte del cultivo de algarrobos, olivos y almendros. 
En cuanto a la ganadería,destacar la existencia de explotaciones de porcino y de vacuno de leche y anteriormente de rebaños de ovino, tanto trashumantes como estantes.
Bétera es cada vez más dependiente de su entorno debido a su transformación, en gran medida, en una ciudad-dormitorio de Valencia, en la que gran parte de la población desarrolla su trabajo en otros municipios y fundamentalmente en la capital.

### Comunicaciones
Debido a su pertenencia al área metropolitana de la ciudad de Valencia, existen diversas comunicaciones por carretera, entre las que se encuentran la carretera de Burjasot-Torres Torres; la carretera de Bétera-Olocau; la de San Antonio de Benagéber que enlaza con la autovía del Turia Valencia-Ademuz (CV-35), y la Autovía del Mediterráneo (A-7), que pasa por el término, entre otras hacia las diversas pedanías y urbanizaciones del municipio y pueblos vecinos.
En cuanto al transporte público, se puede acceder a través de la línea 1 de Metro de Valencia, la cual finaliza su recorrido en esta localidad. Esta línea de ferrocarril es heredera del antiguo Trenet de Valencia, que iba desde Bétera hasta la estación de Pont de Fusta en Valencia. Además de la estación de Bétera, también el apeadero de Horta Vella corresponde al término municipal beterense.

## Administración y política
En las elecciones municipales de 2023, el PP obtuvo 8 concejales y el 33,41 % de los votos, Compromís 5 concejales y el 21,57 %, el partido Mas Camarena-Torre en Conill 4 concejales y el 18,05 % %, Vox 2 concejales y el 9,96 %, y el PSPV-PSOE 2 concejales con el 9,46 % de los votos.
La actual alcaldesa de la localidad es Elia Verdevío, del PP.
| Periodo   | Nombre                                            | Partido   |
| --------- | ------------------------------------------------- | --------- |
| 1979-1983 | Vicente Cremades Alcácer                          | PSPV-PSOE |
| 1983-1987 | Vicente Cremades Alcácer                          | PSPV-PSOE |
| 1987-1991 | Vicente Cremades Alcácer                          | PSPV-PSOE |
| 1991-1995 | José Campos Pérez                                 | PSPV-PSOE |
| 1995-1999 | Vicente Cremades Alcácer                          | UPIB      |
| 1999-2003 | María Amparo Domènech Palau                       | UPIB      |
| 2003-2007 | Juan José Baudés Llistó José Manuel Martínez Aloy | BLOC PP   |
| 2007-2011 | José Manuel Martínez Aloy                         | PP        |
| 2011-2015 | Germán Cotanda Gil                                | PP        |
| 2015-2019 | Cristina Alemany Campos                           | Compromís |
| 2019-2023 | María Elia Verdevío Escribá                       | PP        |
| 2023-act. | María Elia Verdevío Escribá                       | PP        |

## Patrimonio

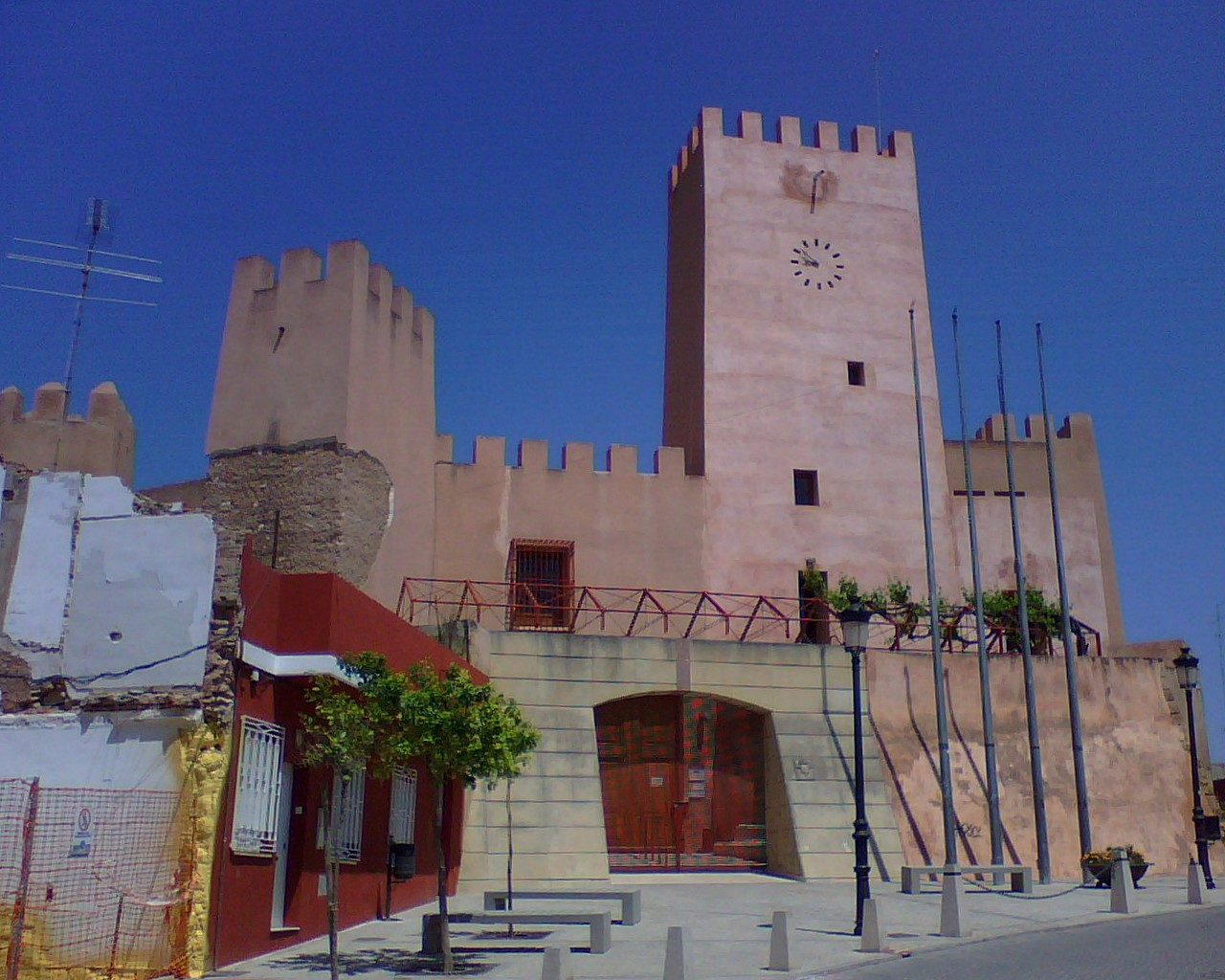
Castillo de Bétera.

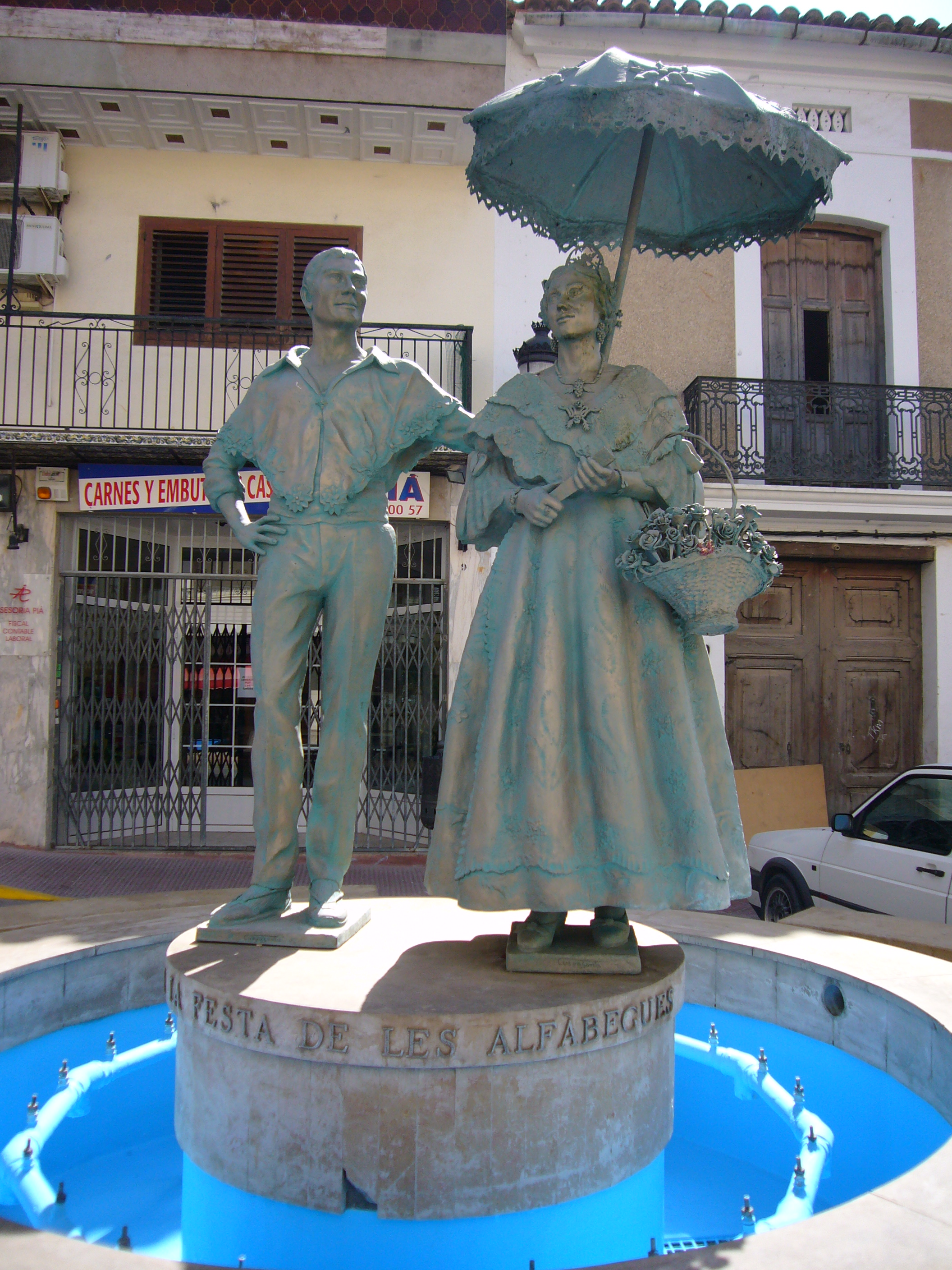
Monumento de la fiesta de las albahacas (alfàbegues en valenciano) de Bétera.

### Patrimonio religioso
- Iglesia parroquial de la Purísima Concepción. (s. XVII y XVIII) Se cree que se construyó sobre una antigua mezquita árabe.
- Iglesia parroquial de Nuestra Señora de los Desamparados. (1968-1978)
- Ermita de la Divina Pastora. (1798-1853)
- Ermita de San Jaime - Torre en Conill.

### Patrimonio civil
- Castillo Palacio de los Boíl. Monumento Histórico Artístico Provincial. Nació a raíz de la ampliación de una antigua torre árabe del año 1000 aproximadamente. Su restauración en 1983 ha sido muy polémica, pues se utilizaron en la misma materiales y formas que lo desfiguran. Tras haber servido de residencia a barones y marqueses y ser una escuela en el siglo XIX, actualmente alberga, entre otros, la Biblioteca municipal y un salón de actos recientemente inaugurado. Todas las calles de su entorno, estrechas y curvilíneas, mantienen el trazado urbano característico de los pueblos islámicos.
- Panteón del marqués de Dos Aguas. (1892)
- Necrópolis de Torre Bofilla. Se han descubierto restos humanos enterrados según el rito islámico, así como cerámica.
- Poblado ibérico amurallado del Tos Pelat. Yacimiento ibérico situado a unos 4 km del casco urbano con abundante material arqueológico en buen estado.
- Villa romana de l'Horta Vella
- Mas del Baró. Yacimiento empedrado en mal estado de conservación.
- Aljub del Tos Pelat

También existen multitud de restos de construcciones (fundamentalmente de piedra) destinadas a la agricultura repartidas por todo el término y masías señoriales de los siglos XIX y XX aún en pie y en gran parte habitadas o destinadas a otros usos, así como diversos búnkeres de la Guerra Civil.

### Patrimonio militar
- Base militar Jaime I. Campamento militar creado en 1940 para instrucción de unidades militares de Valencia, convertido en mayo de 2003 en Cuartel General Terrestre de Alta Disponibilidad formando parte del Cuerpo de Despliegue Rápido de la OTAN y una de las bases de las Fuerzas Aeromóviles del Ejército de Tierra. Además es una de las bases de despliegue de la Unidad Militar de Emergencias. La superficie total ocupada es de 658 hectáreas.

## Cultura

### Fiestas

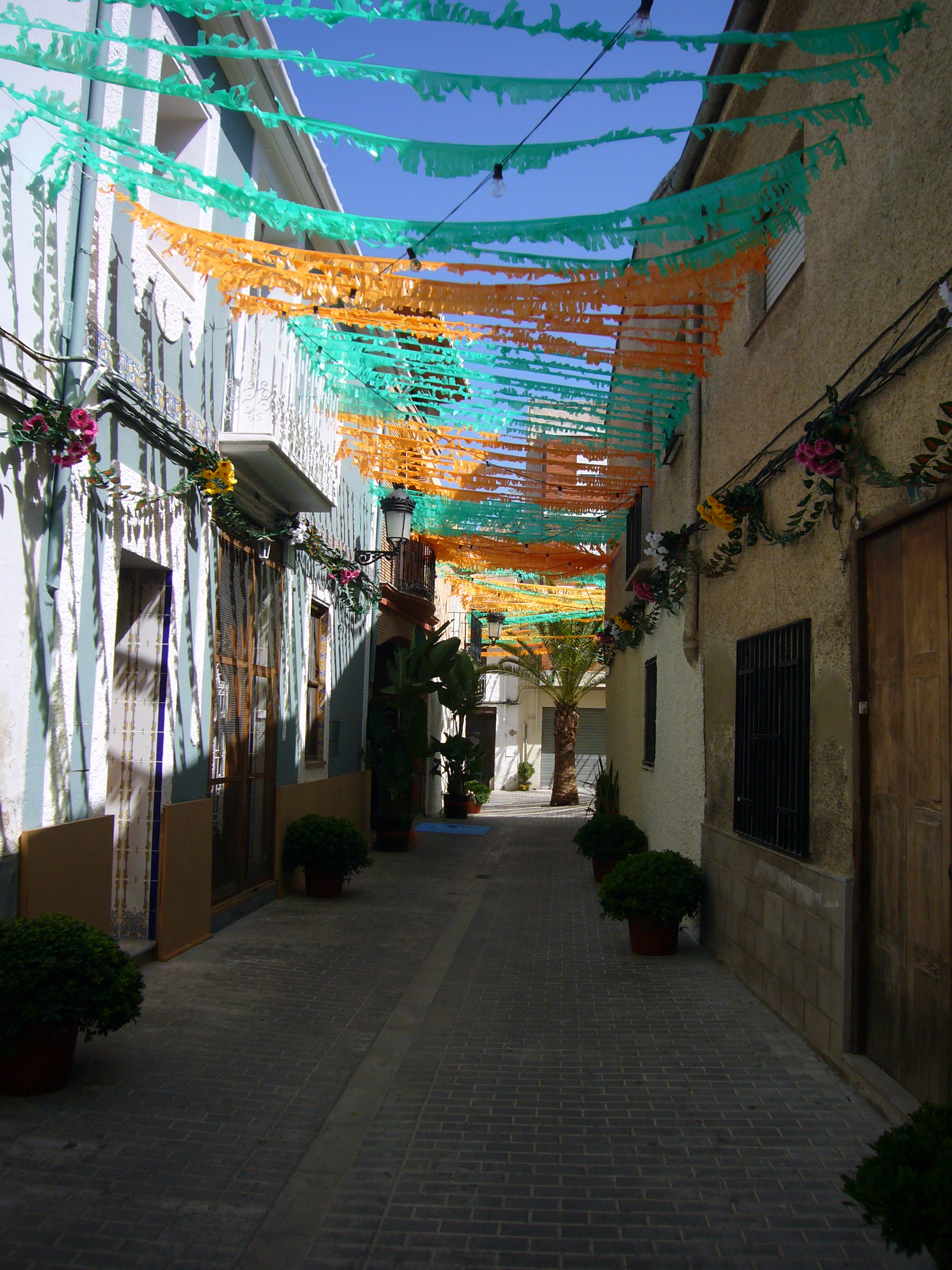
Calle del casco urbano con su decoración de las fiestas mayores.

Las fiestas mayores se celebran del 12 al 22 de agosto, en honor a la Virgen de Agosto (Mare de Déu d'Agost). El día 15 se dedica a la Virgen la tradicional ofrenda de "albahacas" ("Les Alfabegues" en valenciano), plantas que de normal alcanzan un tamaño de entre 40–60 cm, destacan por su gran tamaño de más de dos metros de altura y entre 2,5 y 4 m de anchura gracias a la ayuda de sus cultivadores, y son ofrecidas a la Virgen. Esa noche se celebra también la popular "cordà".
Los personajes principales de las fiestas de agosto son 4 mujeres (llamadas obreras (obreres en valenciano), dos casadas y dos solteras, así como un numeroso grupo de hombres (los mayorales, majorals en valenciano) que son los que se encargan de organizar las fiestas anualmente.
Durante las fiestas se realizan un gran número de actos, como un concurso de paellas, conciertos, misas y procesiones. También se emplaza en el antiguo cauce del barranco Carraixet la feria de atracciones.
En Bétera también se celebran otras festividades a lo largo del año, como la Pascua, durante las cuales se realizan varias procesiones religiosas, o las Fallas en marzo, en las que se plantan 5 monumentos falleros (Falla Gran Vía del Este, Carraixet, Junqueral, La Barraca, Gran Vía Del Sur).
La festividad de la Divina Pastora
Al atardecer del día 7 de septiembre se celebra la bajada de la Divina Pastora en procesión desde su ermita hasta la Parroquia de la Purísima. Es tradición que los niños vayan vestidos de pastorcitos y es más una romería que procesión. Al paso de la Virgen por las calles se encienden bengalas y se tiran cohetes. Al día siguiente tiene lugar la fiesta de la Sacrosanta Natividad de la Virgen. Si la fecha coincide en domingo, se celebra una «Misa solemnisima» por la mañana. Si ocurre entre semana, la misa se celebra por la tarde. Tras la misa da comienzo la procesión de vuelta a su ermita. Cuando la Pastora llega a la glorieta, el horno que lleva su nombre dispara una traca. Al finalizar la procesión se cantan los gozos y la Pastora vuelve a presidir su altar hasta el próximo año.
Fiesta del Santísimo Cristo de la Protección
El tercer domingo de septiembre Bétera celebra la fiesta del Santísimo Cristo de la Protección, crucificado de gran devoción en la localidad. Se trata de una fiesta puramente religiosa que da comienzo el jueves anterior con el Triduo y cuenta con gran afluencia de fieles en la Parroquia de la Purísima, donde al finalizar la misa se cantan los gozos al Santísimo Cristo. Esta fiesta es organizada por los clavarios y camareras. Tradicionalmente, el sábado se celebraba un pasacalles de cohetes tirados por los clavarios, aunque dicha costumbre ya no se lleva a cabo. El domingo se denomina «Día del Cristo» y se celebra misa solemne. Al acabar, se dispara una mascletà en la alameda. Por la tarde se celebra la procesión más concurrida de las que se hacen en el pueblo con grandes filas de devotos acompañando con cirios. Al finalizar la procesión, se canta al Cristo y se finaliza con un besapiés. Al día siguiente —lunes— se celebra una misa por los cofrades difuntos en la ermita de la Divina Pastora ante la imagen primera del Cristo de la Protección.

### Himno
El himno de Bétera, titulado "Himno a Bétera", fue compuesto por Manuel Palau Boix, compositor valenciano. La letra la aporta el escritor y poeta Francesc Peris i Valls, personaje de gran relevancia cultural en Bétera.
| Valenciano | Castellano |
| --- | --- |
| Unim les nostres veus, que a Bétera cantem, satisfets i orgullosos pensant sentir-nos fills seus. Unim les nostres veus, unim les nostres mans, com un símbol de germanor que a tots ens fa beterans. Com bons germans! Secà transformat en horta, inquietud viva del teu present, amb l'esforç que el poble aporta pel treball de nostra gent. Que el vell castell, després empara, entorn d'ell, com un bressol gegant. Despertant amb fe molt clara per a seguir per tu lluitant. Unim les nostres veus, unim les nostres mans, amb un càntic que forge un nou i constant avanç. Unim les nostres veus, unim les nostres mans, i la pau a tots unirà amb els sentiments més sans. Són les alfàbegues famoses fruit de la laboriositat, exponent d'una constància que duu prosperitat. Nostres coets són l'alegria d'un gran poble amb llibertat, i la nit, gran nit d'albades, valenciana identitat. Visca per sempre Bétera, que el nostre amor no et faltarà, i el treball i la cultura la nostra vida serà. Visca! Bétera! Sempre per tu! | Unamos nuestras voces, que a Bétera cantamos, satisfechos y orgullosos pensando sentirnos sus hijos. Unamos nuestras voces, unamos nuestras manos, como símbolo de hermandad, que a todos nos hace beteranos. ¡Cómo buenos hermanos! Secano transformado en huerta, inquietud viva de tu presente, con el esfuerzo que el pueblo aporta por el trabajo de nuestra gente. Que el viejo castillo, después ampara, en torno a él, como una cuna gigante. Despertando con fe muy clara, para seguir por ti luchando. Unamos nuestras voces, unamos nuestras manos, con un cántico que forje un nuevo y constante avance. Unamos nuestras voces, unamos nuestras manos, y la paz a todos unirá con los sentimientos más sanos. Son las albahacas famosas, fruto de la laboriosidad, exponente de una constancia que trae propseridad. Nuestros cohetes son la alegría de un gran pueblo con libertad, y la noche, gran noche de amaneceres, valenciana identidad. Viva para siempre Bétera, que nuestro amor no te fallará, y el trabajo y la cultura nuestra vida será. ¡Viva! ¡Bétera! ¡Siempre por ti! |

## Deportes
Todos los años se celebra un torneo de fútbol base llamado Trofeu José Enrique Llueca Torrella. En él, participan los equipos más importantes de la Comunidad Valenciana, y en el 2010 participarán también equipos del ámbito español e internacional.
Uno de los clubes deportivos más importantes de la localidad es en Club de Natación SOS Bétera, club que practica el salvamento y socorrismo deportivo, con una amplia historia de participaciones y triunfos, tanto en competiciones autonómicas, como nacionales e internacionales. En sus filas cuenta con varios campeones de España y miembros de la selección nacional. Su rango de edad va desde los 7 años (benjamines) hasta los 30 en adelante (masters).
El equipo de Triatlón de Bétera (C.E.A Bétera) participa en los diferentes campeonatos de España, competiciones populares, ligas nacionales, etc.
La Localidad cuenta con un club ciclista, el C.C.Bétera, que colabora en la organización de la Marcha Cicloturista AVAPACE y en actividades relacionadas con el ciclismo.

## Hermanamientos
Bétera está hermanada con:
- Pont-Saint-Martin (Valle de Aosta, Italia)